# Церква Собору Пресвятої Богородиці (Білоголови)
Церква Собору Пресвятої Богородиці в Білоголовах — парафія і храм греко-католицької громади Залозецького деканату Тернопільсько-Зборівської архієпархії Української греко-католицької церкви в селі Білоголови Тернопільського району Тернопільської области.

## Історія церкви
Храм був збудований у 1934 році. Парафія і церква належали до УГКЦ до 1947 року, після чого увійшли до складу московського православ'я. 6 грудня 1991 року вони знову повернулися в лоно УГКЦ.
Протягом кількох років парафію відвідували різні владики: у 2002 році — Михаїл Сабрига, у 2006 році — Михаїл Колтун, а у 2010 році — Василій Семенюк.
При парафії діють такі спільноти: братство Матері Божої Неустанної Помочі, братство «Апостольство молитви», Марійська дружина та УМХ. Також на території парафії є три хрести, капличка, Хресна дорога, а в її власності — проборство.

## Парохи
- о. Йосиф Богачевський,
- о. Авдикович,
- о. Василь Тимчук,
- о. Андрухів,
- о. Яісів Зробко,
- о. Василь Пеленчук,
- о. Микола Гулей,
- о. Левко Білошкірка,
- о. Володимир Познахівський,
- о. Михайло Чайковський,
- о. Роман Біль,
- о. Ярослав Яловіца,
- о. Василь Івасюк,
- о. Михайло Вересюк,
- о. Стефан Зубко (з вересня 1995).